# ل برنار
لُ برنار (به فرانسوی: Le Bernard) یک کمون در فرانسه است که در Canton of Talmont-Saint-Hilaire واقع شده‌است.

## خصوصیات
ل برنارد ۲۷٫۳۷ کیلومترمربع مساحت و ۸۵۱ نفر جمعیت دارد و ۲۶ متر بالاتر از سطح دریا واقع شده‌است.